# Église de Lauritsala
L’église de Lauritsala (finnois : Lauritsalan kirkko) est une église luthérienne située dans le quartier de Lauritsala à Lappeenranta en Finlande.

## Description
En 1951, la paroisse de Lauritsala devient indépendante .
Les offices ont lieu dans la salle paroissiale jusqu'à la mise en service de l'église en décembre 1969.
En 1958, l'architecte Toivo Korhonen et l'étudiant en architecture Jaakko Laapotti (fi) remportent le concours d'architecte avec leur proposition intitulée la lumière céleste.
La conception de l'édifice est basée sur la forme du triangle équilatéral pour symboliser la Sainte Trinité,.
La toiture qui s'élance vers le ciel pour atteindre 47 mètres de hauteur, correspond à la pensée moderne de l'époque.
L'église offre 670 sièges.
En 1991, on suspend à la voûte de la nef un bateau, nommé vérité, en l'honneur de l'industrie de transformation du bois de Lappeenranta.
Le crucifix posé sur l'autel est sculpté en 1995 par Radoslaw Gryta.
L'orgue mécanique à 31 jeux est livré en 1969 par la fabrique d'orgues de Kangasala.
La Direction des musées de Finlande a classé l'édifice parmi les sites culturels construits d'intérêt national.